# Leo Hendrik Baekeland Award
Der Leo Hendrik Baekeland Award der American Chemical Society (Sektion North Jersey) ist ein seit 1945 vergebener Preis an einen in den USA wirkenden Chemiker für reine Chemie oder industrielle Chemie. Der Preisträger muss unter 40 Jahre alt sein.
Der Preis ist mit 5000 Dollar dotiert und mit einer Goldmedaille verbunden. Er ist nach Leo Hendrik Baekeland benannt und wird alle zwei Jahre verliehen. Ursprünglich war er von Union Carbide gesponsert.

## Preisträger
- 1945 Edwin Richard Gilliland
- 1947 Paul John Flory
- 1949 Eugene G. Rochow
- 1951 Lewis Hastings Sarett
- 1953 Leo Brewer
- 1955 Robert Burns Woodward
- 1957 Bruno H. Zimm
- 1959 Carl Djerassi
- 1961 Gilbert Stork
- 1963 F. Albert Cotton
- 1965 Eugene van Tamelen
- 1967 George A. Olah
- 1969 Ronald Breslow
- 1971 Stuart Alan Rice
- 1973 Willis H. Flygare
- 1975 Christopher S. Foote
- 1977 Angelo A. Lamola
- 1979 Roy G. Gordon
- 1981 Barry M. Trost
- 1983 Henry F. Schaefer III
- 1985 Alexander Pines
- 1987 Ben S. Freiser
- 1989 David A. Dixon
- 1991 Jacqueline K. Barton
- 1993 Stuart Lee Schreiber
- 1995 Charles M. Lieber
- 1997 James W. Cowan
- 1999 Eric N. Jacobsen
- 2001 Chad Mirkin
- 2003 John F. Hartwig
- 2005 Younan Xia
- 2007 John A. Rogers
- 2009 Colin Nuckolls
- 2011 Peidong Yang
- 2013 Christopher Chang
- 2015 Sara E. Skrabalak
- 2017 William Dichtel
- 2019 Neal K. Devaraj
- 2021 Prashant Jain
- 2023 Keary Engle[1]